# Sönderfallskedja
Sönderfallskedja (även sönderfallsserie) är ett radioaktivt ämnes serie av dotterämnen som dess partiklar kommer att bilda vid de olika stadier som gås igenom innan sönderfallet når sitt slut vid ett stabilt ämne. Även information som de olika ämnesstadiernas varaktighet och typ av sönderfall kan rymmas under begreppet.
Radioaktiva ämnen som sönderfaller kan sända ut alfapartiklar eller betapartiklar och förändrar på så sätt sin sammansättning. Den största atomära förändringen sker när en alfapartikel sänds ut då atomen mister två protoner och två neutroner varvid masstalet, A, minskar fyra steg. Därför kan radioaktiva isotoper grupperas in i fyra sönderfallsserier vars masstal ligger fyra steg isär; toriumserien (A = 4n), neptuniumserien (A = 4n+1), uranserien (A = 4n+2) eller aktiniumserien (A = 4n+3), där n är ett heltal. Neptuniumserien återfinns inte längre naturligt på jorden eftersom all 237Np, med halveringstiden 2,14 miljoner år, numera sönderfallit. Kortare sönderfallsserier, med isotoper lättare än bly, produceras av kosmisk strålning.

## Toriumserien
Toriumserien, A = 4n.
| Isotop       | Kemisk symbol | Halveringstid | Huvudsaklig strålning |
| ------------ | ------------- | ------------- | --------------------- |
| Torium-232   | 232Th         | 1,4 × 10 år   | α                     |
| Radium-228   | 228Ra         | 6,7 år        | β-                    |
| Aktinium-228 | 228Ac         | 6,1 h         | β-                    |
| Torium-228   | 228Th         | 1,9 år        | α                     |
| Radium-224   | 224Ra         | 3,7 d         | α                     |
| Radon-220    | 220Rn         | 55,6 s        | α                     |
| Polonium-216 | 216Po         | 0,16 s        | α                     |
| Bly-212      | 212Pb         | 10,6 h        | β-                    |
| Vismut-212   | 212Bi         | 60,6 m        | β-, α                 |
| Polonium-212 | 212Po         | 3,04 × 10-7 s | α                     |
| Tallium-208  | 208Tl         | 3,1 m         | β-                    |
| Bly-208      | 208Pb         | stabil        |                       |

## Neptuniumserien
Neptuniumserien, A = 4n+1. Förekommer inte längre naturligt på jorden.
| Isotop           | Kemisk symbol | Halveringstid | Huvudsaklig strålning |
| ---------------- | ------------- | ------------- | --------------------- |
| Neptunium-237    | 237Np         | 2,1 × 106 år  | α                     |
| Protaktinium-233 | 233Pa         | 27 d          | β-                    |
| Uran-233         | 233U          | 1,6 × 105 år  | α                     |
| Torium-229       | 229Th         | 7,3 × 103 år  | α                     |
| Radium-225       | 225Ra         | 14,8 d        | β-                    |
| Aktinium-225     | 225Ac         | 10 d          | α                     |
| Francium-221     | 221Fr         | 4,8 m         | α                     |
| Astat-217        | 217At         | 0,03 s        | α                     |
| Vismut-213       | 213Bi         | 47 m          | β-, α                 |
| Polonium-213     | 213Po         | 4,2 μs        | α                     |
| Bly-209          | 209Pb         | 3,3 h         | β-                    |
| Vismut-209       | 209Bi         | stabil        |                       |

## Uranserien
Uranserien, A = 4n+2. Kallas även radiumserien.
| Isotop            | Kemisk symbol | Halveringstid | Huvudsaklig strålning |
| ----------------- | ------------- | ------------- | --------------------- |
| Uran-238          | 238U          | 4,5 × 109 år  | α                     |
| Torium-234        | 234Th         | 24,1 d        | β-                    |
| Protaktinium-234m | 234mPa        | 1,2 m         | β-                    |
| Uran-234          | 234U          | 2,5 × 105 år  | α                     |
| Torium-230        | 230Th         | 8,0 × 105 år  | α                     |
| Radium-226        | 226Ra         | 1,6 × 103 år  | α                     |
| Radon-222         | 222Rn         | 3,8 d         | α                     |
| Polonium-218      | 218Po         | 3,05 m        | α                     |
| Bly-214           | 214Pb         | 26,8 m        | β-                    |
| Vismut-214        | 214Bi         | 19,7 m        | β-, α                 |
| Polonium-214      | 214Po         | 1,64 × 10-4 s | α                     |
| Bly-210           | 210Pb         | 22,3 år       | β-                    |
| Vismut-210        | 210Bi         | 5,0 d         | β-                    |
| Polonium-210      | 210Po         | 138,4 d       | α                     |
| Bly-206           | 206Pb         | stabil        |                       |

## Aktiniumserien
Aktiniumserien, A = 4n+3.
| Isotop           | Kemisk symbol | Halveringstid | Huvudsaklig strålning |
| ---------------- | ------------- | ------------- | --------------------- |
| Uran-235         | 235U          | 7,1 × 108 år  | α                     |
| Torium-231       | 231Th         | 25,6 h        | β-                    |
| Protaktinium-231 | 231Pa         | 3,2 × 104 år  | α                     |
| Aktinium-227     | 227Ac         | 21,6 år       | β-                    |
| Torium-227       | 227Th         | 18,2 d        | α                     |
| Francium-223     | 223Fr         | 22,0 m        | β-                    |
| Radium-223       | 223Ra         | 11,4 d        | α                     |
| Radon-219        | 219Rn         | 4,0 s         | α                     |
| Polonium-215     | 215Po         | 1,77 × 10-3 s | α                     |
| Bly-211          | 211Pb         | 36,1 m        | β-, α                 |
| Vismut-211       | 211Bi         | 2,2 m         | α                     |
| Tallium-207      | 207Tl         | 4,8 m         | β-                    |
| Bly-207          | 207Pb         | stabil        |                       |